# Fuck wit Dre Day (and Everybody’s Celebratin’)
Fuck wit Dre Day (And Everybody’s Celebratin’) (wydany jako Dre Day) – singiel amerykańskiego rapera Dr. Dre pochodzący z jego debiutanckiego albumu The Chronic. Gościnnie występuje Snoop Doggy Dogg. Do utworu powstał teledysk.
Utwór można usłyszeć w grze komputerowej Grand Theft Auto: San Andreas, w radiu Los Santos.

## Lista
Strona A
1. "Dre Day" (A. Young, C. Broadus)
2. "Dre Day" (wersja radiowa)
3. "Puffin' on Blunts and Drankin' Tanqueray" (Lady of Rage, Dat Nigga Daz, Kurupt)

Strona B
1. "Puffin' on Blunts and Drankin' Tanqueray" (podkład muzyczny)
2. "Dre Day" (dłuższa wersja)
3. "187" (Deep Cover Remiks) (Dr. Dre, Snoop Dogg)

## Notowania
| Notowanie                          | Pozycja |
| ---------------------------------- | ------- |
| U.S. Billboard Hot 100             | 8       |
| Hot Rap Singles                    | 13      |
| R&B/Hip-Hop Singles & Tracks       | 6       |
| Rhythmic Top 40                    | 6       |
| Hot Dance Music/Club Play          | 29      |
| Hot Dance Music/Maxi-Singles Sales | 1       |